# Калина Малина (награда)
Вижте пояснителната страница за други значения на Калина Малина.
Литературната награда „Калина Малина“ е награда за утвърдени творци на детската литература, която се връчва на всеки три години от община Нови пазар. Създадена е през 1984 г.

## Наградени автори
- 1984 – Николай Зидаров[1]
- 1987 – Асен Босев[1]
- 1993 – Иван Цанев и Красимир Георгиев за дебют[1]
- 1997 – Недялко Йорданов [1]
- 2001 – Валери Петров и Леда Милева[1]
- 2004 – Благовеста Касабова[1]
- 2007 – Иван Кръстев[1]
- 2010 – Панчо Панчев[1][2]
- 2013 – Павлина Павлова (Жури в състав Николай Петев, председател на СБП, и членове Йосиф Тончев – началник на отдел „Хуманитарна политика“ в община Нови пазар, и Благовеста Касабова, член на СБП)[1]
- 2016 – Тодор Каракашев[3][4]
- 2019 – Николай Пенчев (Чичо Ники) (жури с председател Боян Ангелов и членове Петър Андасаров и Кирил Момчилов)[5]
- 2022 – Димитър Никленов[6]